# 933 (szám)
A 933 (római számmal: CMXXXIII) egy természetes szám, félprím, a 3 és a 311 szorzata.

## A szám a matematikában
A tízes számrendszerbeli 933-as a kettes számrendszerben 1110100101, a nyolcas számrendszerben 1645, a tizenhatos számrendszerben 3A5 alakban írható fel.
A 933 páratlan szám, összetett szám, azon belül félprím, kanonikus alakban a 31 · 3111 szorzattal, normálalakban a 9,33 · 102 szorzattal írható fel. Négy osztója van a természetes számok halmazán, ezek növekvő sorrendben: 1, 3, 311 és 933.
A 933 négyzete 870 489, köbe 812 166 237, négyzetgyöke 30,54505, köbgyöke 9,77148, reciproka 0,0010718. A 933 egység sugarú kör kerülete 5862,21189 egység, területe 2 734 721,847 területegység; a 933 egység sugarú gömb térfogata 3 401 993 978,2 térfogategység.